# South Melbourne Football Club
Il South Melbourne Football Club è una società calcistica australiana con sede a South Melbourne, sobborgo di Melbourne, nello Stato di Victoria.
È la squadra di maggior successo in Australia, avendo vinto quattro campionati nazionali e vari campionati di Victorian Premier League; ha rappresentato l'Oceania Football Confederation nel Campionato mondiale per club FIFA 2000. Insieme ai Marconi Stallions è l'unica compagine australiana ad aver preso parte a tutte le stagioni della National Soccer League. È la squadra della numerosa comunità greca di Melbourne, conosciuta anche come Hellas.
Il club è stato incoronato miglior del XX secolo in Oceania dall'IFFHS, istituto riconosciuto dalla FIFA, il 13 ottobre 2009.
Dal 2025, il club parteciperà alla National Second Division, la nuova seconda serie calcistica australiana.

## Palmarès

### Competizioni nazionali
- NSL: 4

1984, 1991, 1998, 1999
- Victorian Premier League: 10

1962, 1964, 1965, 1966, 1972, 1974, 1976, 2006, 2014, 2016

### Competizioni internazionali
- OFC Champions League: 1

1999

### Altri piazzamenti
- FFA Cup:

Semifinalista: 2017, 2024

## Organico 2024
| N. |                      | Ruolo | Calciatore     |
| -- | -------------------- | ----- | -------------- |
| 1  | Spagna (bandiera)    | P     | Javi Díaz      |
| 2  | Australia (bandiera) | C     | Bol Tong       |
| 3  | Australia (bandiera) | D     | Jordon Lampard |
| 4  | Australia (bandiera) | D     | Marko Janković |
| 5  | Australia (bandiera) | D     | Jake Marshall  |
| 6  | Australia (bandiera) | C     | Lucas Inglese  |
| 7  | Australia (bandiera) | A     | Andy Brennan   |
| 8  | Argentina (bandiera) | C     | Mario Barcia   |
| 10 | Australia (bandiera) | A     | Jack Pope      |
| 11 | Australia (bandiera) | A     | Robert Harding |
| 14 | Australia (bandiera) | C     | Joshua Wallen  |
| 15 | Australia (bandiera) | D     | Zak Spiteri    |
| 16 | Australia (bandiera) | C     | Emile Peios    |

| N. |                      | Ruolo | Calciatore           |
| -- | -------------------- | ----- | -------------------- |
| 18 | Australia (bandiera) | D     | Joshua Francou       |
| 19 | Australia (bandiera) | D     | Cooper Halfpenny     |
| 20 | Australia (bandiera) | P     | Willem Lejeune       |
| 21 | Australia (bandiera) | D     | Ross Archibald       |
| 22 | Australia (bandiera) | A     | Max Mikkola          |
| 23 | Australia (bandiera) | D     | Morgan Evans         |
| 24 | Argentina (bandiera) | C     | Nahuel Bonada        |
| 25 | Australia (bandiera) | P     | Jake Charlston       |
| 29 | Australia (bandiera) | C     | George Tsitsinaris   |
| 30 | Australia (bandiera) | D     | Mac Hilson           |
| 35 | Australia (bandiera) | C     | Mihailo Marinkovic   |
| 37 | Australia (bandiera) | A     | Christian Inglese    |
| 44 | Australia (bandiera) | D     | Jack Painter-Andrews |